# 19210 Higayoshihiro
19210 Higayoshihiro è un asteroide della fascia principale. Scoperto nel 1992, presenta un'orbita caratterizzata da un semiasse maggiore pari a 2,5792178 au e da un'eccentricità di 0,2344394, inclinata di 4,08753° rispetto all'eclittica.